# Elize (Sängerin)

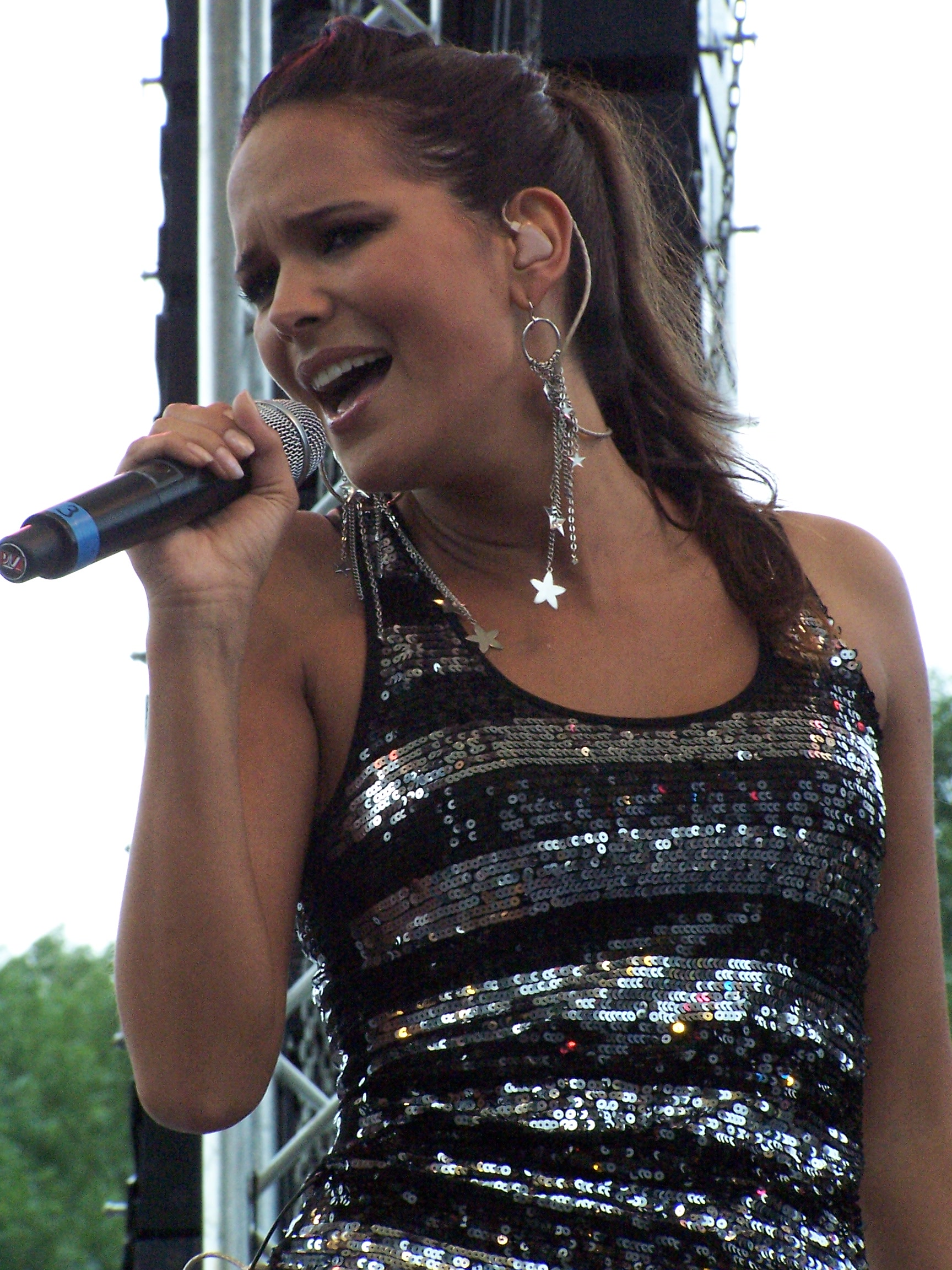
EliZe (2007)

Elize (* 22. Juli 1982 in Utrecht; meist EliZe geschrieben, eigentlich Elise van der Horst) ist eine niederländische Sängerin.

## Biografie
Elize wuchs in der Gemeinde Bussum auf. Im Alter von acht Jahren wurde sie Mitglied von Kinderen voor Kinderen, dem Kinderchor der niederländischen Rundfunkanstalt VARA. Dem Chor gehörte sie sieben Jahre an. In dieser Zeit entstanden sechs Alben. Nach ihrem Ausscheiden schloss sie sich dem Musicalchor Non Stop an, der sich aber nach anderthalb Jahren wieder auflöste. Daraufhin wurde Elize von den Programmverantwortlichen der VARA eingeladen, an der „Kinderen voor Kinderen“-Theatertour teilzunehmen. Später trat sie in Amsterdam in Aufführungen der Musicals Chicago und Les Miserables der kulturellen Studentenvereinigung CREA auf.
2004 nahm sie in Dänemark ein Album auf. Zwei daraus ausgekoppelte Singles, Shake und Automatic (I’m Talking To You), erreichten zunächst in ihrem Heimatland die Charts; die zweite Single mit einiger Verzögerung auch die deutschen. Am 6. Oktober 2006 erschien ihr Debütalbum In Control. Ihr zweites Album More Than Meets The Eye erschien im Juni 2009, aber wurde kein großer Erfolg. Die Singles aus dem Album (Lovesick, Hot Stuff und Can’t You Feel It) wurden nur kleine Hits in ihrem Heimatland. Mit der Single Lovesick erreichte sie Platz 1 in Bulgarien.

## Diskografie

### Alben
| Jahr | Titel      | Höchstplatzierung, Gesamtwochen, AuszeichnungChartsChartplatzierungen (Jahr, Titel, Platzierungen, Wochen, Auszeichnungen, Anmerkungen) | Anmerkungen |
| Jahr | Titel      | NL | Anmerkungen |
| ---- | ---------- | --- | ----------- |
| 2006 | In Control | NL66 (5 Wo.)NL |             |

Weitere Alben
- 2009: More Than Meets The Eye

### Singles
| Jahr | Titel Album                               | Höchstplatzierung, Gesamtwochen, AuszeichnungChartplatzierungen (Jahr, Titel, Album, Platzierungen, Wochen, Auszeichnungen, Anmerkungen) | Höchstplatzierung, Gesamtwochen, AuszeichnungChartplatzierungen (Jahr, Titel, Album, Platzierungen, Wochen, Auszeichnungen, Anmerkungen) | Höchstplatzierung, Gesamtwochen, AuszeichnungChartplatzierungen (Jahr, Titel, Album, Platzierungen, Wochen, Auszeichnungen, Anmerkungen) | Anmerkungen |
| Jahr | Titel Album                               | DE | NL | BEF | Anmerkungen |
| ---- | ----------------------------------------- | --- | --- | --- | ----------- |
| 2004 | Shake In Control                          | — | NL32 (5 Wo.)NL | — |             |
| 2005 | Automatic (I’m Talking To You) In Control | DE63 (4 Wo.)DE | NL7 (13 Wo.)NL | BEF18 (12 Wo.)BEF |             |
| 2005 | I’m No Latino In Control                  | — | NL14 (6 Wo.)NL | BEF39 (4 Wo.)BEF |             |
| 2006 | Into Your System In Control               | — | NL18 (8 Wo.)NL | — |             |
| 2008 | Lovesick More Than Meets The Eye          | — | NL31 (3 Wo.)NL | — |             |
| 2008 | Hot Stuff More Than Meets The Eye         | — | NL27 (4 Wo.)NL | — |             |

Weitere Singles
- 2006: Itsy Bitsy Spider (nur in den Niederlanden)
- 2009: Can’t You Feel It
- 2009: I Can Be A Bitch
- 2012: Pass the Dutchie (Treat Me Right)